# Zimolez
Zimolez (Lonicera, u Presla zimoleyz, tedy současným pravopisem zimolejz) je rod rostlin patřící do čeledi zimolezovité (Caprifoliaceae). Jsou to keře, liány nebo nízké stromy se vstřícnými jednoduchými listy a bílými, žlutými, růžovými nebo červenými, často nápadnými a vonnými květy. Zimolezy jsou rozšířeny v počtu asi 180 druhů v Evropě, Asii, severní Africe a Severní Americe. V České republice jsou domácí 2 druhy, zimolez obecný a zimolez černý, některé další se zde vyskytují zplaněle. Zimolezy mají význam zejména jako okrasné keře a popínavé rostliny. Některé druhy mají využití v medicíně a výjimečně jako drobné ovoce, většina druhů je však více či méně jedovatá.

## Popis

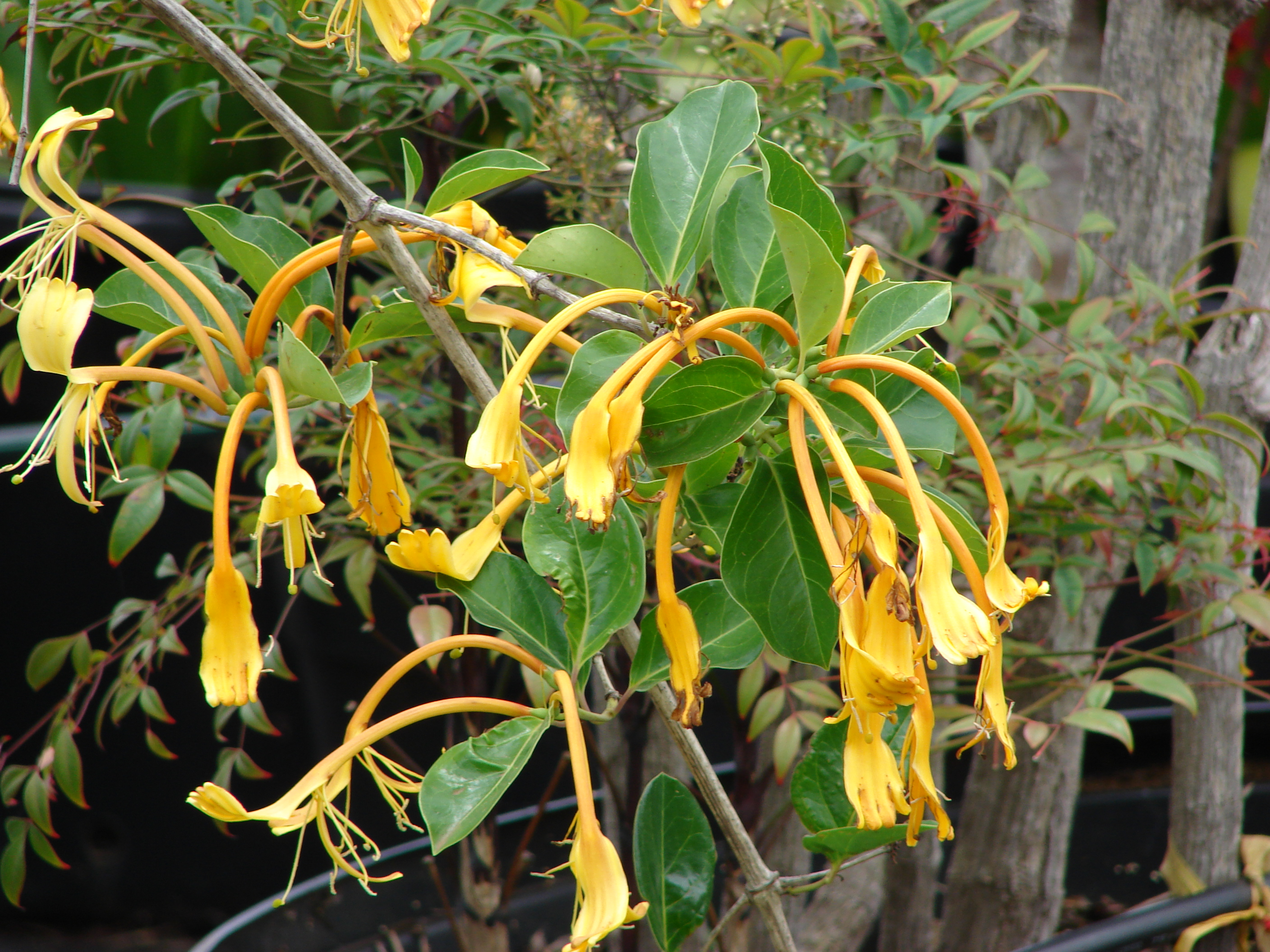
Dlouhé květy zimolezu Lonicera hildebrandiana

Zimolezy jsou stálezelené nebo opadavé keře, řidčeji liány nebo nízké stromy. Větévky jsou duté nebo vyplněné bělavou či hnědou dření. Zimní pupeny jsou okrouhlé až ostře čtyřhranné, kryté jedním nebo několika páry šupin. Listy jsou vstřícné nebo výjimečně přeslenité. Čepel listů je celokrajná, pouze výjimečně zubatá nebo laločnatá. Palisty většinou chybějí, řidčeji jsou vyvinuty interpetiolární palisty nebo jsou řapíky protistojných listů spojené vystouplou linií. U některých druhů jsou horní 1 nebo 2 páry listů pod květenstvím srostlé (např. zimolez kozí list, L. caprifolia) a tvoří zákrovní listeny.
Květenství je vrcholové nebo postranní, obvykle thyrsus složený z vrcholíků tvořených jediným párem květů, řidčeji jsou květy jednotlivé nebo po třech. Vrcholíky mohou být stopkaté a podepřené párem listenů a 2 páry listenců nebo přisedlé. U některých druhů tvoří přisedlé vrcholíky hlávku. Květy ve dvojicích mohou být volné nebo částečně až zcela srostlé svými semeníky. Květy jsou drobné a nenápadné až velké a velmi nápadné. Kalich je pětičetný nebo výjimečně čtyřčetný, srostlý, zakončený laloky nebo na vrcholu uťatý. Koruna je bílá, žlutá, růžová nebo červená a často mění v průběhu vývoje květu barvu. Koruna je srostlá, zvonkovitá nebo nálevkovitá, s krátkou až dlouhou korunní trubkou, pravidelně nebo nepravidelně pětilaločnatá nebo dvoupyská s horním pyskem čtyřlaločným. Na vnitřní stěně korunní trubky jsou na spodní straně nektária. Tyčinek je 5 a jsou přirostlé ke korunní trubce. Semeník má 2, 3 nebo řidčeji až 5 komůrek, na vrcholu nese tenkou čnělku zakončenou hlavatou bliznou. Plodem je bobule obsahující 1 až mnoho semen. Plody jsou nejčastěji červené, modročerné, černé nebo zelené, řidčeji bílé. U druhů se srostlými semeníky tvoří souplodí. U některých druhů (např. zimolez zákrovnatý, L. involucrata) jsou dvojice plodů uzavřené ve vytrvalých listenech.

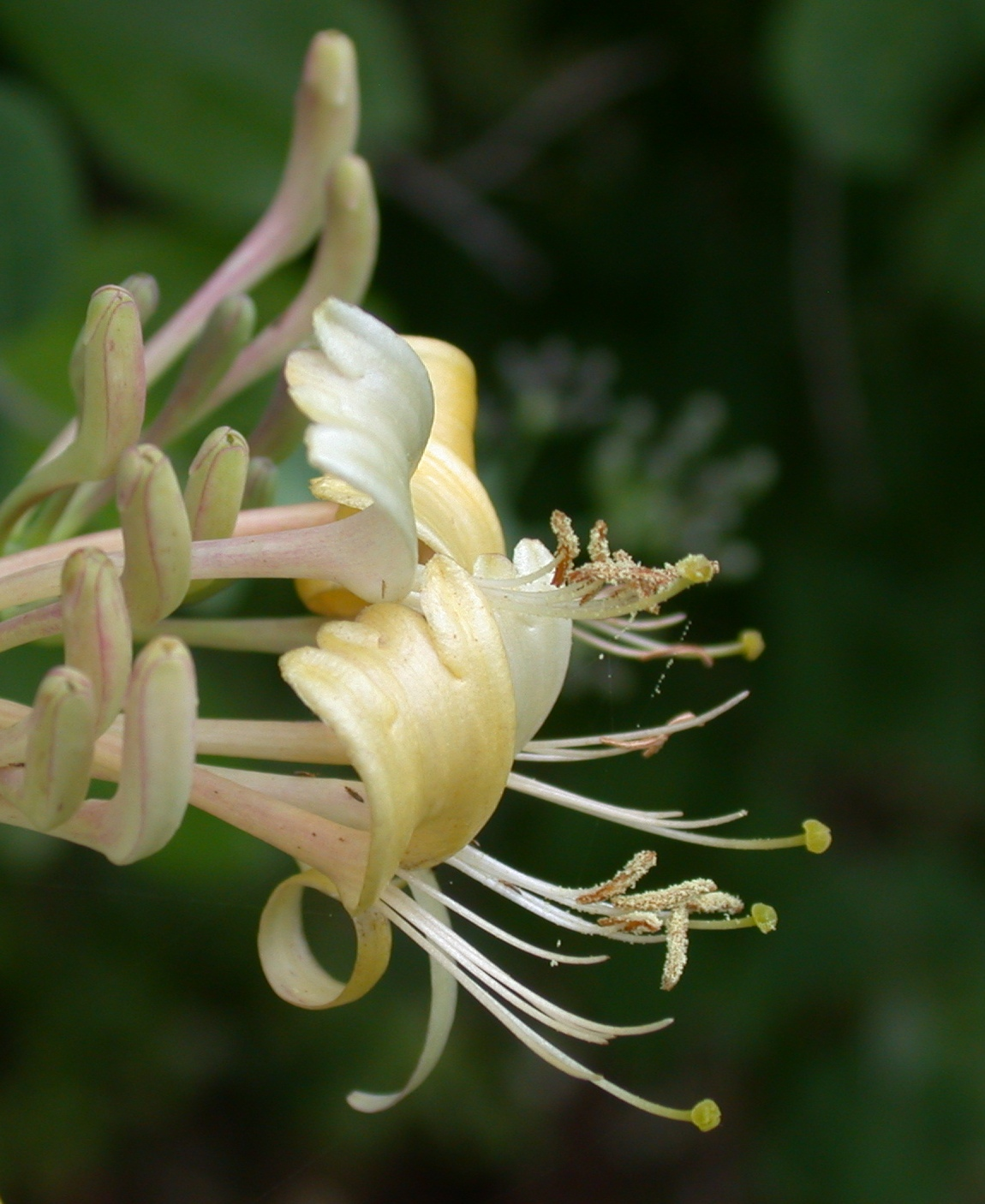
Detail květů zimolezu etruského (Lonicera etrusca)
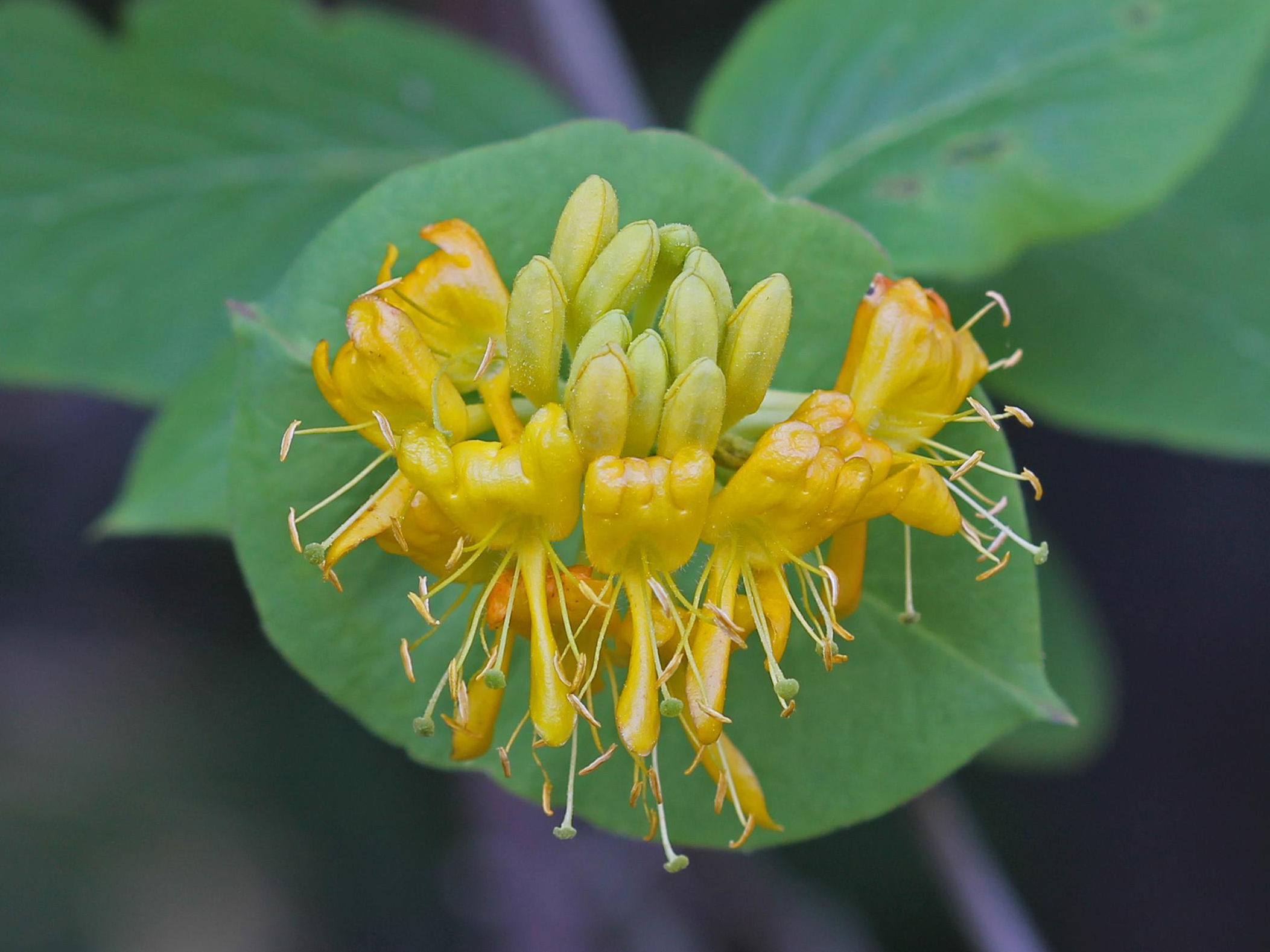
Květenství zimolezu Lonicera hirsuta
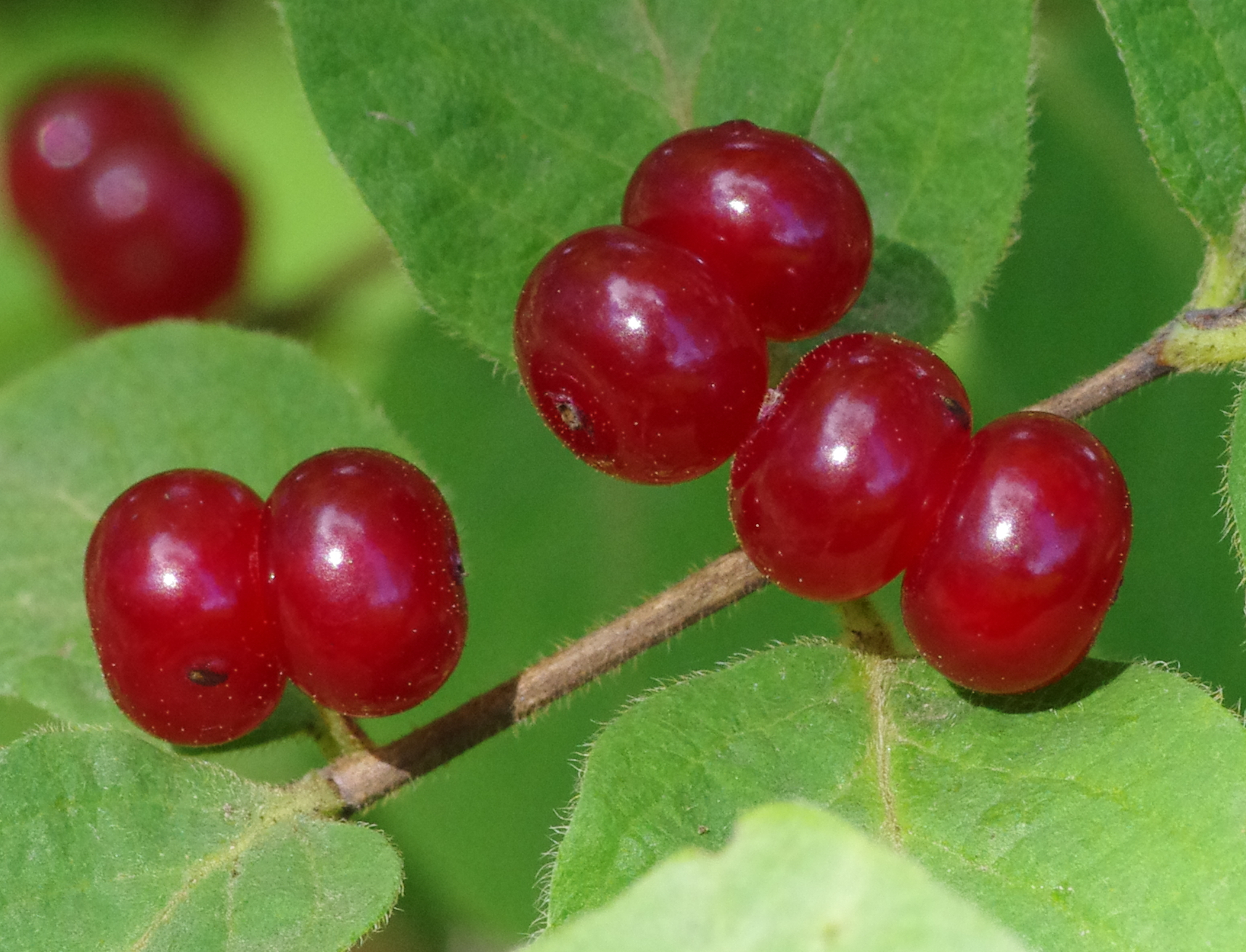
Souplodí zimolezu Lonicera altmannii

## Rozšíření
Rod zimolez zahrnuje asi 180 druhů. Je rozšířen v Evropě, Asii, severní Africe a Severní Americe.
V České republice jsou původní 2 druhy zimolezů. Zimolez obecný (Lonicera xylosteum) je rozšířen zejména v nižších a středních polohách, zimolez černý (L. nigra) roste roztroušeně v horských lesích. Některé z pěstovaných druhů zimolezů zplaňují ve volné přírodě. Z keřovitých druhů je to zejména zimolez tatarský (L. tatarica), z popínavých druhů zimolez ovíjivý (L. periclymenum) a zimolez kozí list (L. caprifolium).

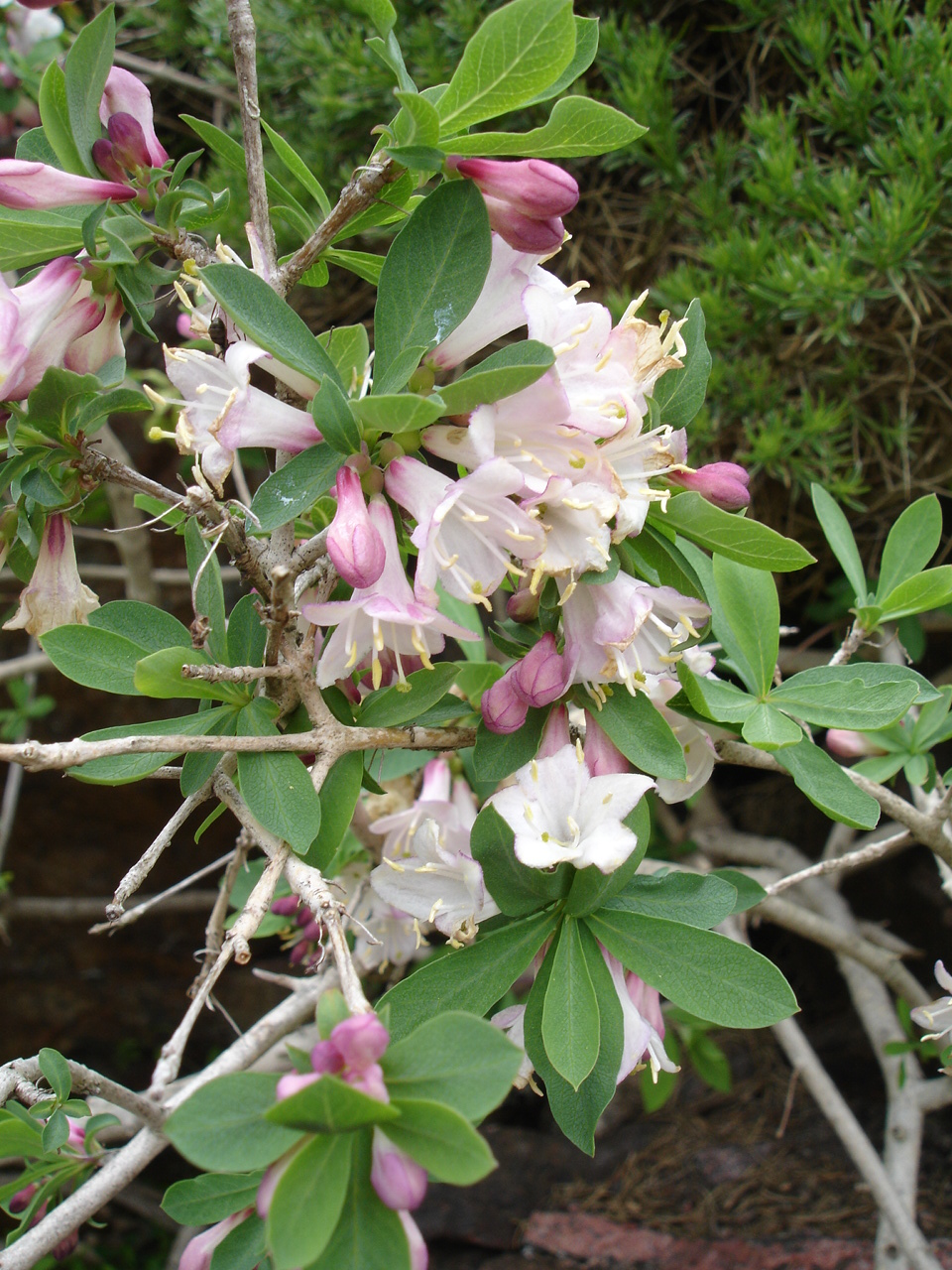
Zimolez pyrenejský (L. pyrenaica)

Z celé Evropy je udáváno celkem 17 druhů zimolezů. Nejrozsáhlejší oblast rozšíření zaujímá zimolez obecný (L. xylosteum), zimolez modrý (L. caerulea), zimolez ovíjivý (L. periclymenum) a zimolez černý (L. nigra). Ve větších evropských pohořích roste zimolez horský (L. alpigena), který má jednu lokalitu i na Slovensku na Muráňské planině. Zimolez kozí list pochází ze střední a jihozápadní Evropy, dnes je však již široce rozšířen po většině kontinentu. Zimolez tatarský (L. tatarica) je v Evropě domácí pouze v Rusku, je však pěstován po celé Evropě a nezřídka zplaňuje. Z dalších druhů je po celém Středomoří rozšířen zimolez etruský (L. etrusca) a Lonicera implexa, v jihozápadní Evropě zimolez pyrenejský (L. pyrenaica), ve Španělsku Lonicera arborea, Lonicera biflora a endemický Lonicera splendida, v Itálii Lonicera stabiana, v Řecku Lonicera nummulariifolia a endemický Lonicera hellenica, na Balkáně endemický Lonicera glutinosa. Mimo to roste ve Středomoří zdomácnělý zimolez japonský (L. japonica), pocházející z Asie.

## Obsahové látky a jedovatost

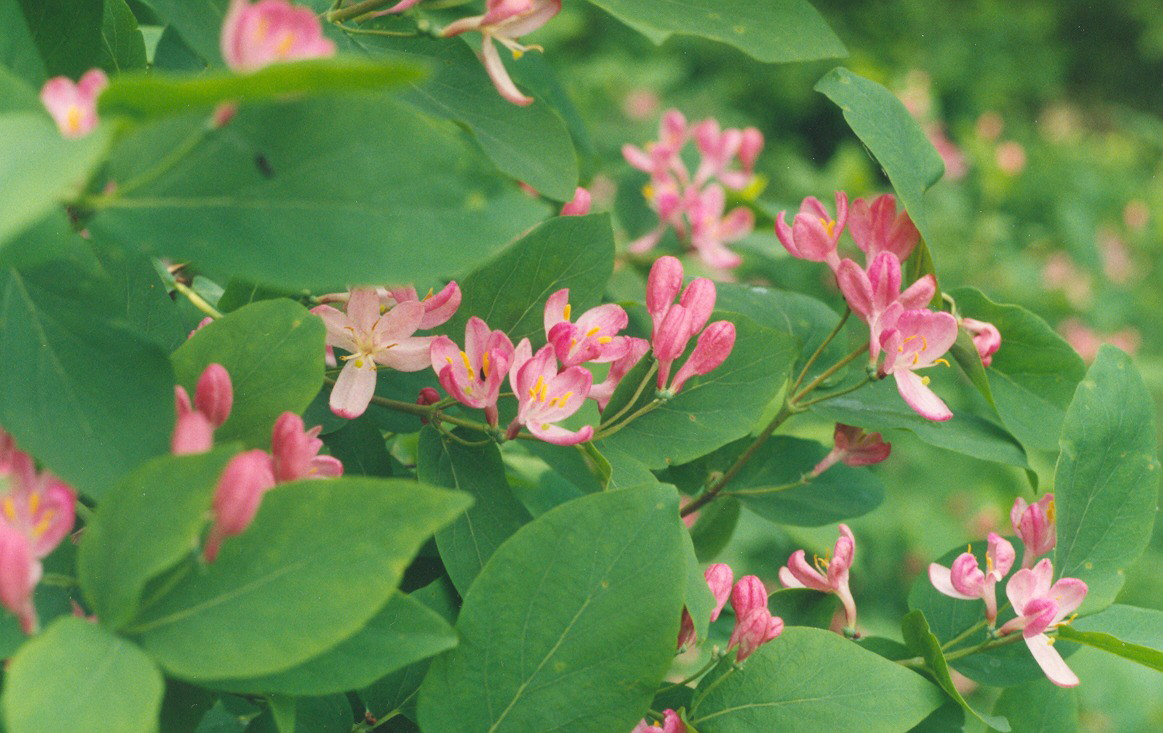
Zimolez tatarský (L. tatarica)

Květy zimolezu japonského (L. japonica) obsahují monoterpenické silice (linalool, geraniol), pineny, kyselinu chlorogenovou, flavonoidy (lonicerin, loniceraflavon), iridoidní glykosidy (loganin, sekologanin) a triterpenoidní saponiny. Svíravá chuť je způsobena tříslovinami.
Plody většiny druhů zimolezu jsou více či méně jedovaté. Otrava bobulemi zimolezu obecného (L. xylosteum) se projevuje zrudnutím obličeje, zvracením a průjmem, bolestmi břicha, nepravidelným pulsem, světloplachostí a hlubokým dechem. Bobule způsobují dávení i u ovcí a koz, naproti tomu nať spásají tato zvířata bez potíží. Plody zimolezu černého (L. nigra) jsou jedovaté méně. Byly také zaznamenány případy lehké otravy dětí po požití bobulí zimolezu tatarského (L. tatarica). Účinek je připisován obsaženým saponinům. Ve větším množství jsou jedovaté i bobule zimolezu japonského (L. japonica). Otrava se projevuje zvracením, průjmem, studeným potem, tlukotem srdce, rozšířenými zornicemi, dýchacími potížemi, křečemi a kómatem. Naproti tomu bobule zimolezu kamčatského (L. caerulea var. kamtschatica) jsou jedlé a řadí se mezi drobné ovoce.

## Zástupci
| - zimolez Albertův (Lonicera albertii) - zimolez Altmannův (Lonicera altmannii) - zimolez americký (Lonicera x americana) - zimolez Brownův (Lonicera x brownii) - zimolez černý (Lonicera nigra) - zimolez drobnolistý (Lonicera microphylla) - zimolez Ferdinandův (Lonicera ferdinandi) - zimolez fialový (Lonicera pileata) - zimolez Giraldův (Lonicera giraldii) - zimolez gruzínský (Lonicera iberica) - zimolez Heckrottův (Lonicera x heckrottii) - zimolez Henryův (Lonicera henryi) - zimolez horský (Lonicera alpigena) - zimolez huňatý (Lonicera hispida) - zimolez chlupatoplodý (Lonicera chaetocarpa) - zimolez japonský (Lonicera japonica) - zimolez kamčatský (L. caerulea var. kamtschatica) - zimolez kanadský (Lonicera canadensis) - zimolez kavkazský (Lonicera caucasica) - zimolez Korolkovův (Lonicera korolkowii) - zimolez kozí list (Lonicera caprifolium) - zimolez krásný (Lonicera x bella) - zimolez Ledebourův (Lonicera ledebourii) | - zimolez lesklý (Lonicera nitida) - zimolez Maackův (Lonicera maackii) - zimolez Maximowiczův (Lonicera maximowiczii) - zimolez modrý (Lonicera caerulea) - zimolez Morrowův (Lonicera morrowii) - zimolez nejvonnější (Lonicera fragrantissima) - zimolez obecný (Lonicera xylosteum) - zimolez ovíjivý (Lonicera periclymenum) - zimolez Purpusův (Lonicera x purpusii) - zimolez půvabný (Lonicera x amoena) - zimolez Ruprechtův (Lonicera ruprechtiana) - zimolez skloněný (Lonicera deflexicalyx) - zimolez Standishův (Lonicera x standishii) - zimolez šeříkokvětý (Lonicera syringantha) - zimolez tangutský (Lonicera tangutica) - zimolez tatarský (Lonicera tatarica) - zimolez Tellmannův (Lonicera x tellmanniana) - zimolez tibetský (Lonicera thibetica) - zimolez vždyzelený (Lonicera sempervirens) - zimolez zákrovnatý (Lonicera involucrata) - zimolez zlatokvětý (Lonicera chrysantha) - zimolez žlutý (Lonicera flava) |

## Význam

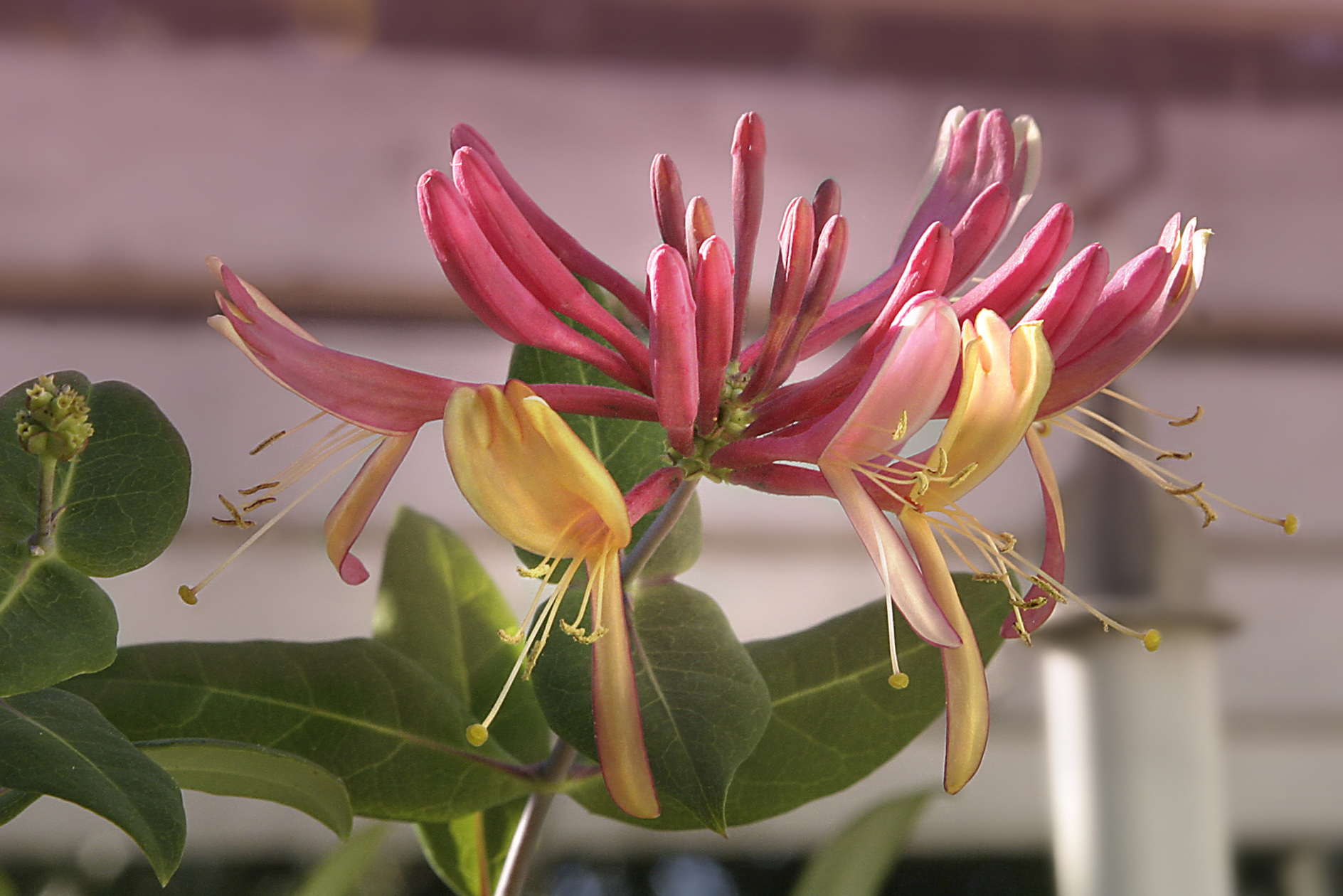
Zimolez Heckrottův (L. x heckrottii)

Zimolezy náležejí mezi oblíbené okrasné dřeviny. Z keřovitých druhů je zejména v městské výsadbě nejčastěji vysazován zimolez tatarský (L. tatarica), který se pěstuje v řadě kultivarů. Dosti často se pěstují také stálezelené druhy s drobnými listy, zimolez lesklý (L. nitida) a zimolez fialový (L. pileata). Celkem zřídka se pěstuje zimolez zákrovnatý (L. involucrata), vyznačující se sytě červenými listeny podepírajícími květy a plody. Keřovitých zimolezů se pěstuje celá řada včetně kříženců a jejich určování je někdy nesnadné. Množství druhů a kultivarů zimolezů je uváděno z českých botanických zahrad a arboret.
Listy, květy a stonky zimolezu japonského se využívají v tradiční čínské medicíně zejména při léčení nemocí trávicího traktu. Má protizánětlivý a močopudný účinek, čistí krev a snižuje horečku.
Zimolez kamčatský (L. caerulea var. kamtschatica) je pěstován pro jedlé plody, které mají velký obsah vitamínů C a B a karotenoidů. Ovoce, nazývané kamčatská borůvka, dozrává u raných odrůd již koncem května, u pozdnějších v červnu nebo červenci. Pro naše podmínky se doporučují odrůdy Altaj a Amur vyšlechtěné na Slovensku.

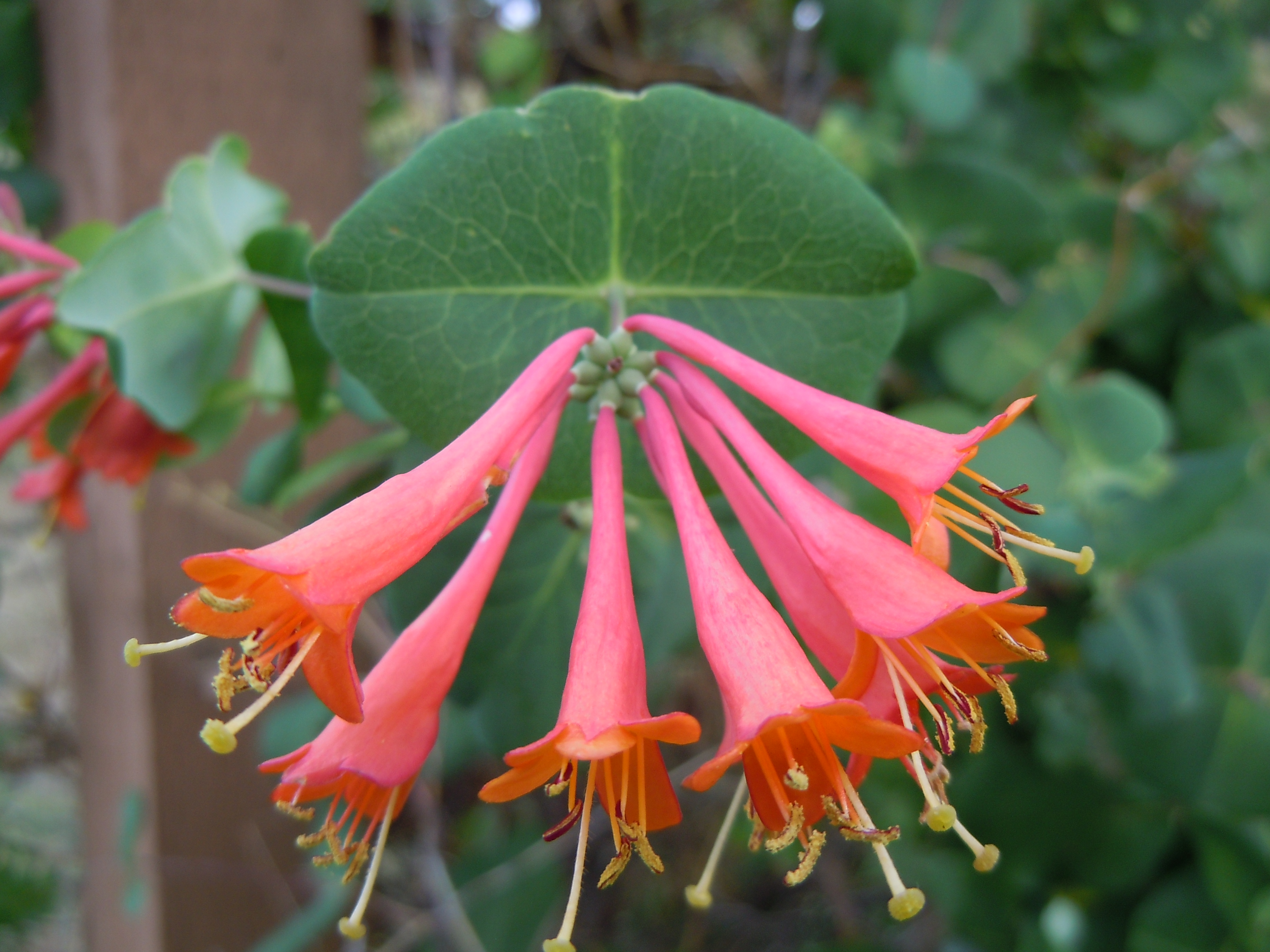
Lonicera × brownii 'Dropmore Scarlet'
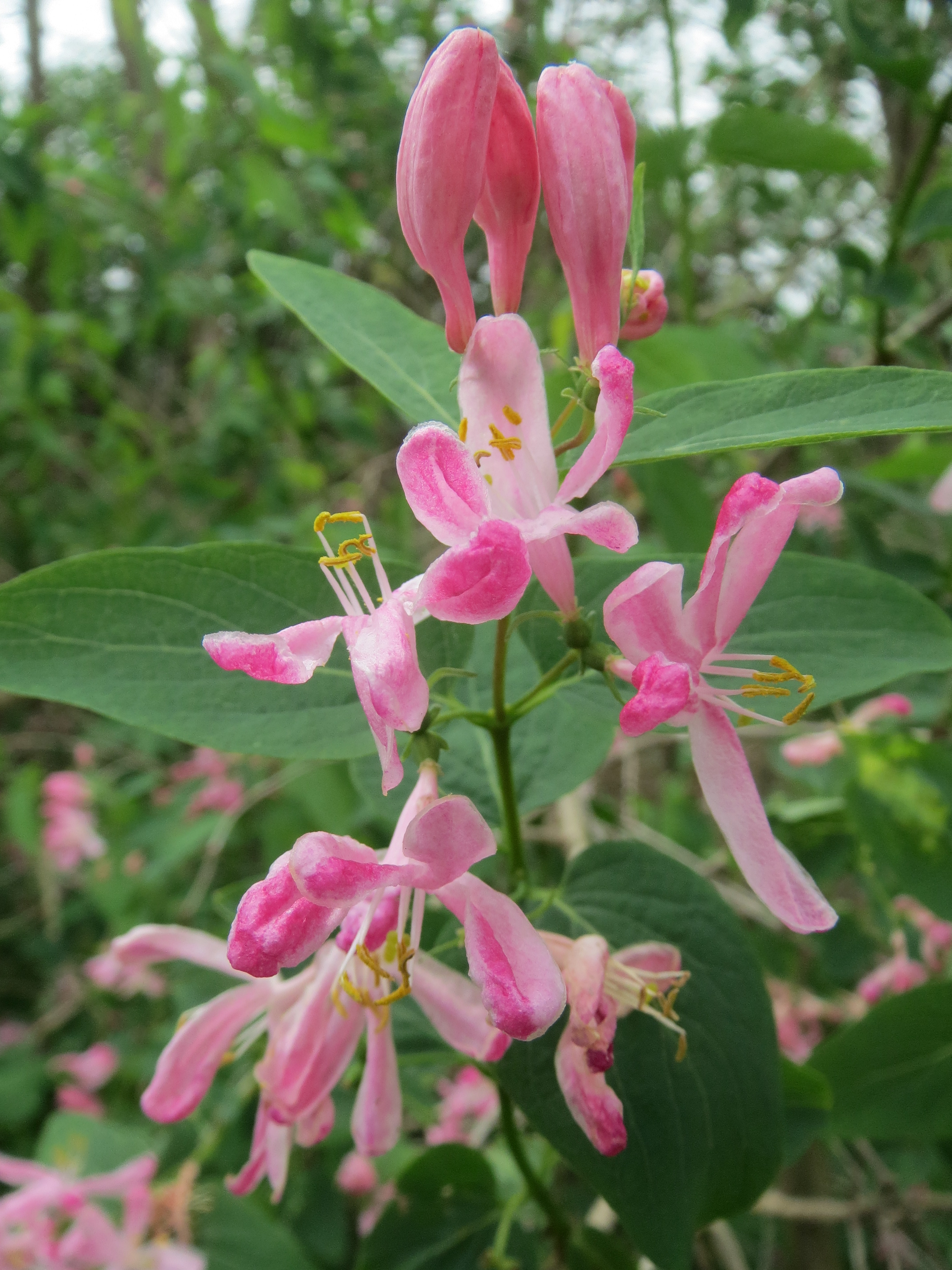
Plně rozkvetlý zimolez tatarský
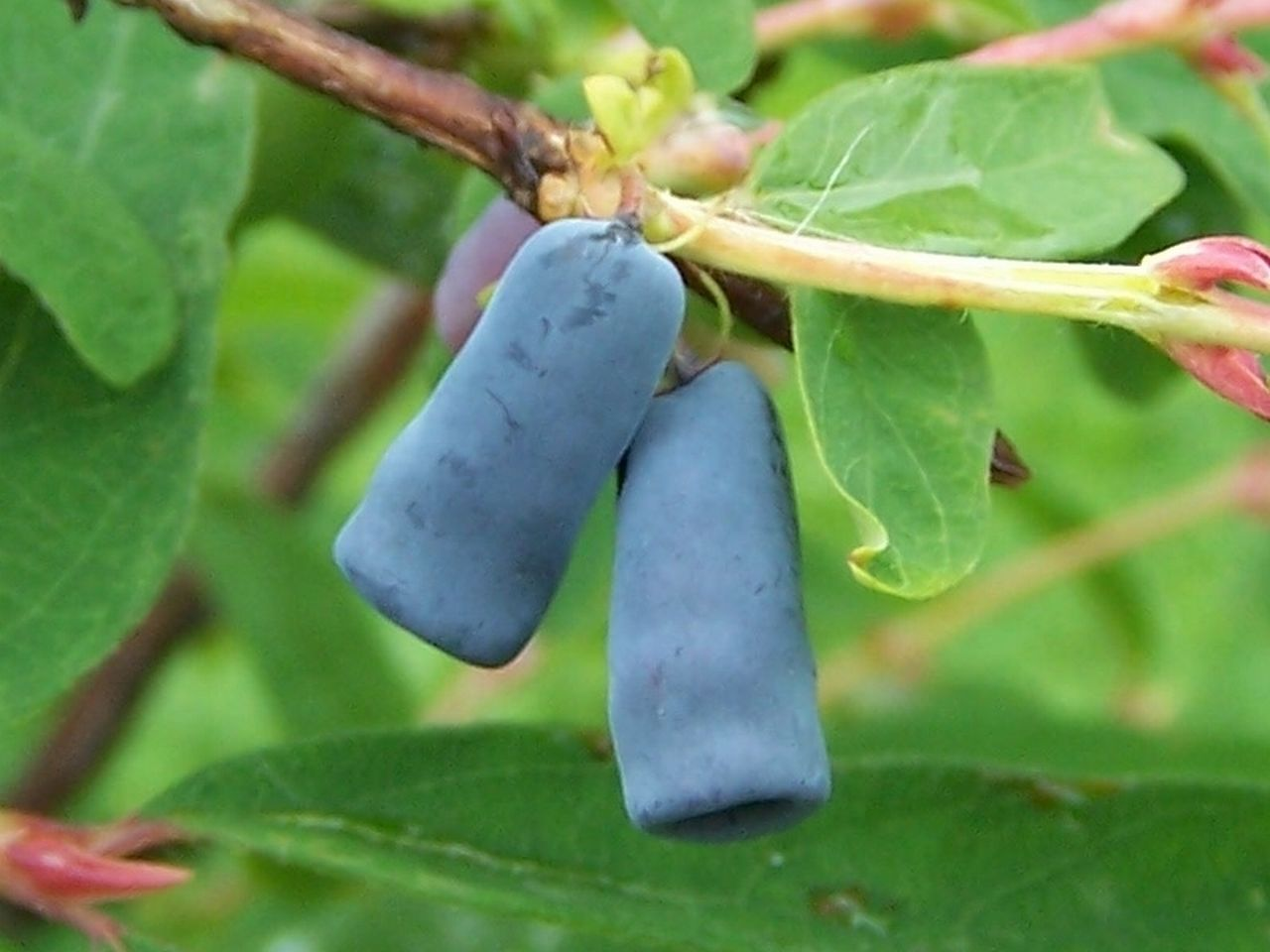
Jedlé bobule zimolezu kamčatského

## Pěstování
Většina zimolezů jsou poměrně nenáročné dřeviny. Daří se jim na slunci i v mírném zástinu. Vysazují se nejčastěji ve skupinách. K rozmnožování opadavých druhů se používají dřevité řízky, stálezelené druhy se množí i zelenými a letními řízky, ovíjivé hřížením. Výsev semen se používá pouze u botanických druhů z přirozených stanovišť.